# Jämijärvi
Jämijärvi est une municipalité du sud-ouest de la Finlande, dans la province de Finlande occidentale et la région du Satakunta.

## Géographie
La petite commune rurale est coincée entre les villes plus importantes de Kankaanpää à l'ouest, Ikaalinen au sud-est et Parkano au nord-est, pour les deux dernières dans le Pirkanmaa. L'axe routier principal est la nationale 23 Pori-Parkano.
Le paysage est plus forestier et vallonné que dans le reste du Satakunta. Plusieurs eskers rompent la monotonie de la plaine, l'un d'entre eux culminant à 185,4 mètres, le point culminant de la région.

## Démographie
Depuis 1980, l'évolution démographique de Jämijärvi est la suivante:
| Année      | 1980  | 1985  | 1990  | 1995  | 2000  | 2005  | 2010  |
| ---------- | ----- | ----- | ----- | ----- | ----- | ----- | ----- |
| population | 2 506 | 2 430 | 2 421 | 2 399 | 2 308 | 2 183 | 2 041 |
| Année      | 2015  | 2020  |       |       |       |       |       |
| population | 1 948 | 1 734 |       |       |       |       |       |

## Transports
La route nationale 23 traverse la partie nord de la municipalité, mais la route régionale 261 entre Kankaanpää et Ikaalinen, qui traverse le centre de Jämijärvi, est plus importante pour la municipalité.
Le centre de Jämijärvi est à 20 kilomètres de Kankaanpää, 75 kilomètres de Pori, 32 kilomètres de Parkano, 22 kilomètres d'Ikaalinen et 70 kilomètres de Tampere.
Dans la partie sud de Jämijärvi passe la voie historique, du Häme et d'Ostrobotnie, nommée Route d'été de Kyrönkangas (fi).
La commune est connue pour son aérodrome, à Jämi. Grâce à celui-ci, elle est depuis les années 1930 la capitale du vol à voile en Finlande. Outre les planeurs, l'aérodrome accueille également depuis les années 1960 les essais de divers avions expérimentaux.

## Geoparc de Lauhanvuori-Hämeenkangas
Situé a Jämijärvi, Hämeenkangas fait partie du géoparc de Lauhanvuori-Hämeenkangas.